# Terremoto de Lingqiu de 1626
El terremoto de Lingqiu de 1626 tuvo lugar el 28 de junio de 1626 con epicentro en el condado de Lingqiu, provincia de Shanxi, durante la dinastía Ming. El terremoto de magnitud 7,0 de la onda superficial estimada provocó el colapso de muchos edificios. Más de 5.200 personas murieron.

## Entorno tectónico
El Sistema de Rift de Shanxi es una zona de rift intracontinental sísmicamente activa en el norte de China. Desde el 231 a. C., se han producido ocho terremotos de 7,0 a lo largo del sistema de grietas. Los terremotos de Hongdong de 1303, Shaanxi de 1556 y Linfen de 1695 fueron los más mortíferos asociados con la grieta, con un número de muertos de 50.000 a 830.000 respectivamente.
Limitada al oeste por las montañas Lüliang y al este por las montañas Taihang, la falla de Shanxi forma el límite este del Bloque Ordos; un fragmento de corteza continental dentro de la Placa Euroasiática. Dentro de la grieta hay medios grabens. Se formó cuando comenzó la extensión en el Mioceno o Plioceno, separando la corteza en el Bloque Ordos del Cratón del Norte de China. La razón de la extensión en esta parte de China aún se debate, aunque la hipótesis más acordada es la deformación de la corteza resultante de la colisión entre India y Asia que involucró a las placas india y euroasiática a lo largo del empuje principal del Himalaya en el Himalaya, lo que provocó la rotación de bloques de corteza en China. Otras hipótesis son el retroceso de la losa de la Placa del Pacífico a medida que se subduce a lo largo de la costa este de Japón, o la tectónica intraplaca localizada.
Los terremotos de inmersión y deslizamiento en el norte de China son consistentes con la extensión de la corteza en curso a lo largo del sistema Shanxi Rift. La grieta se extiende por 1.200 km y tiene hasta 60 km de ancho. El foso está delimitado por fallas normales en ambos lados capaces de generar terremotos. La extensión a lo largo de la zona del rift ocurre a una tasa lenta de 0,8 ± 0,3 mm/año, por lo que los terremotos ocurren con largos intervalos de recurrencia. Las magnitudes estimadas de los terremotos por los investigadores chinos anteriormente tienen posibles imprecisiones, ya que se basan en descripciones escritas y el número de muertos por los terremotos.

## Terremoto
La ruptura del terremoto involucró dos fallas conjugadas; la falla de Shuijian-Luoshuihe y la falla de Huashanhe. La falla de Shuijian-Luoshuihe está ubicada al oeste del condado de Lingqiu, donde ataca en dirección norte-noreste. En la superficie se aprecia un escarpe de falla de un metro de altura, correspondiente al terremoto de 1626. Ambas fallas tienen ángulos de buzamiento poco profundos en dirección este y oeste, y tienen un sentido de deslizamiento normal. Tuvo una magnitud estimada de 7,0 y una calificación en la escala de intensidad sísmica de China de IX.
En otro estudio, se propone que el terremoto ocurrió en el sistema Fenwei Graben a lo largo de una falla de deslizamiento. La ruptura se estima en 134,13 km por 26 km y una profundidad de hipocentro de 7,5 km debajo de la superficie.

## Daños
En Lingqiu, muchas casas pertenecientes a funcionarios y civiles fueron destruidas. Ocurrieron eventos de licuefacción; agua negra brotó de pozos secos. Más de 5.200 personas murieron en el condado. Alrededor del 80% al 90% de las oficinas, casas y almacenes gubernamentales se derrumbaron en el condado de Hunyuan. Gran parte de las murallas de la ciudad cayeron. Edificios y estructuras adicionales quedaron en ruinas en Yuxian y Laiyuan. Se sintió en las provincias de Shandong, Hebei y Henan. El temblor también se sintió en Beijing.